# Bartramia didymocarpa
Bartramia didymocarpa là một loài rêu trong họ Bartramiaceae. Loài này được Schimp. ex Müll. Hal. mô tả khoa học đầu tiên năm 1897.